# Mi amor sin tiempo
A Mi amor sin tiempo egy 2024-es mexikói telenovella, amit a Televisa készített. Főszereplői: Karla Esquivel, Andrés Baida, Leticia Calderón, Juana Arias, Mane de la Parra és Alejandro Camacho. Magyarországon még nem került adásba.

## Főszereplők
| Színész(nő)             | Szerepnév          | Magyar hang |
| ----------------------- | ------------------ | ----------- |
| Karla Esquivel          | Fátima             |             |
| Andrés Baida            | Sebastián          |             |
| Leticia Calderón        | Greta              |             |
| Juana Arias             | Bárbara            |             |
| Mane de la Parra        | Daniel             |             |
| Karyme Lozano           | Renata             |             |
| Alejandro Camacho       | Federico           |             |
| Michael Ronda           | Adrián             |             |
| Yolanda Ventura         | Lucía              |             |
| Luz María Jerez         | Ana                |             |
| Alma Delfina            | Jesusa             |             |
| Eric del Castillo       | Álvaro             |             |
| Federico Ayos           | Pablo              |             |
| Mauricio Abularach      | Mario              |             |
| Damiana Bej             | Triana             |             |
| Andrea de Fátima        | Brenda             |             |
| Denia Agalianu          | Carla              |             |
| Alejandra Abreu         | Verania            |             |
| Paola Toyos             | Genoveva           |             |
| Julia Argüelles         | Carolina           |             |
| Rafaella Gavira Bigorra | Macarena           |             |
| Claudia Zepeda          | Maricruz           |             |
| Raquel Morell           | Maggie             |             |
| Laura Luz               | Carmen             |             |
| María Marcela           | Sara               |             |
| Roberto Mateos          | José               |             |
| Ian Andrade             | Remigio            |             |
| José Elías Moreno       | Gonzalo            |             |
| Michel Duval            | Claudio Altamirano |             |
| Zoraida Gómez           | Gisela             |             |

## Évados áttekintés
| Évad | Évad | Epizódok száma | Eredeti sugárzás | Eredeti sugárzás  | Eredeti sugárzás | Magyar sugárzás | Magyar sugárzás | Magyar sugárzás |
| Évad | Évad | Epizódok száma | Évadpremier      | Évadfinálé        | Eredeti adó      | Évadpremier     | Évadfinálé      | Magyar adó      |
| ---- | ---- | -------------- | ---------------- | ----------------- | ---------------- | --------------- | --------------- | --------------- |
|      | 1.   | 77             | 2024. július 15. | 2024. november 1. |                  |                 |                 |                 |